# Clase Daphné
la Clase Daphné, conocida en España como Clase Delfín o Serie S-60, era una clase de submarinos diesel-eléctricos basada en el proyecto Psyché-Daphné realizado por la DCN para la Marina Nacional Francesa. De esta misma clase existieron en el mundo 19 unidades en las armadas de Francia, España, Pakistán, Portugal y Sudáfrica con algunas pequeñas diferencias de equipamiento entre sí. Fueron calificados en esa época como submarinos de "alto rendimiento" y comúnmente llamados "800 toneladas".

## Historia
La clase Daphné fue una de las series más exitosas de submarinos franceses después de la Segunda Guerra Mundial. Supuso la puesta al día de los submarinos franceses, ya que astilleros y diseñadores habían quedado desfasados después de 1945 como resultado de la ocupación alemana y los avances en submarinos durante la guerra. Se construyeron 26 submarinos entre 1964 a 1975 y fueron utilizados por hasta cinco marinas de guerra.

## Diseño

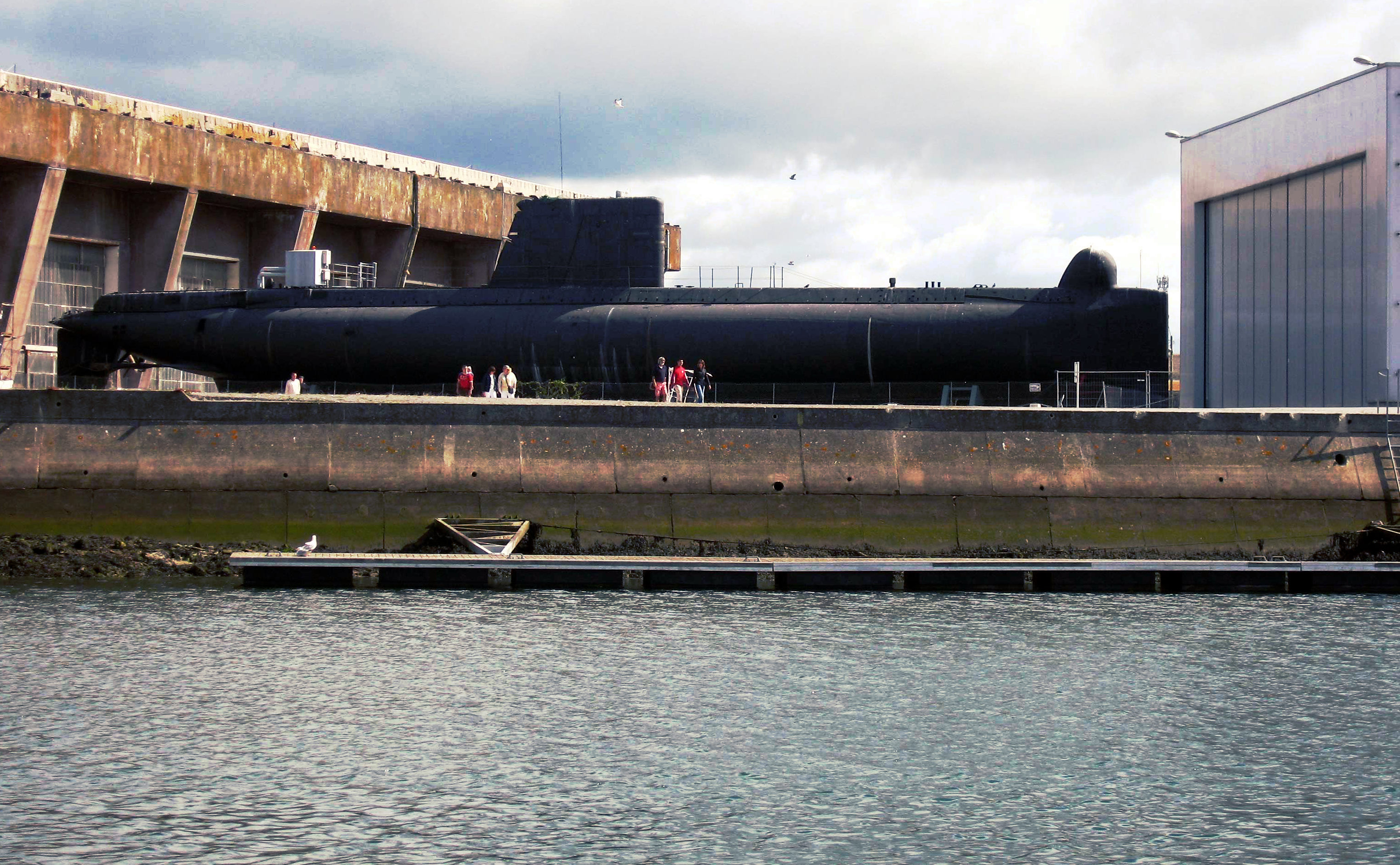
El francés Flore (S645), conservado como buque museo en Lorient.

Además de sus ocho tubos lanzatorpedos en la proa, esta clase de submarinos tiene dos en la popa y uno en cada aleta. 12 tubos en total. Todos son para torpedos franceses de 550 mm (21,7 pulgadas) de diámetro; mientras que los tubos delanteros contienen torpedos de longitud completa (ya sea contra un barco o contra un submarino), los tubos de popa solo contienen torpedos más cortos (solo contra submarinos, en autodefensa).
Los planos de inmersión delanteros están ubicados debajo del plano medio del casco. A diferencia de los submarinos alemanes modernos, que están ubicados de manera similar, funcionan basculándose y no pueden retraerse; tampoco se doblan.
En una vista de perfil destaca respecto a otros modelos de submarinos el domo de proa, donde se ubica el sonar.

## Otros datos

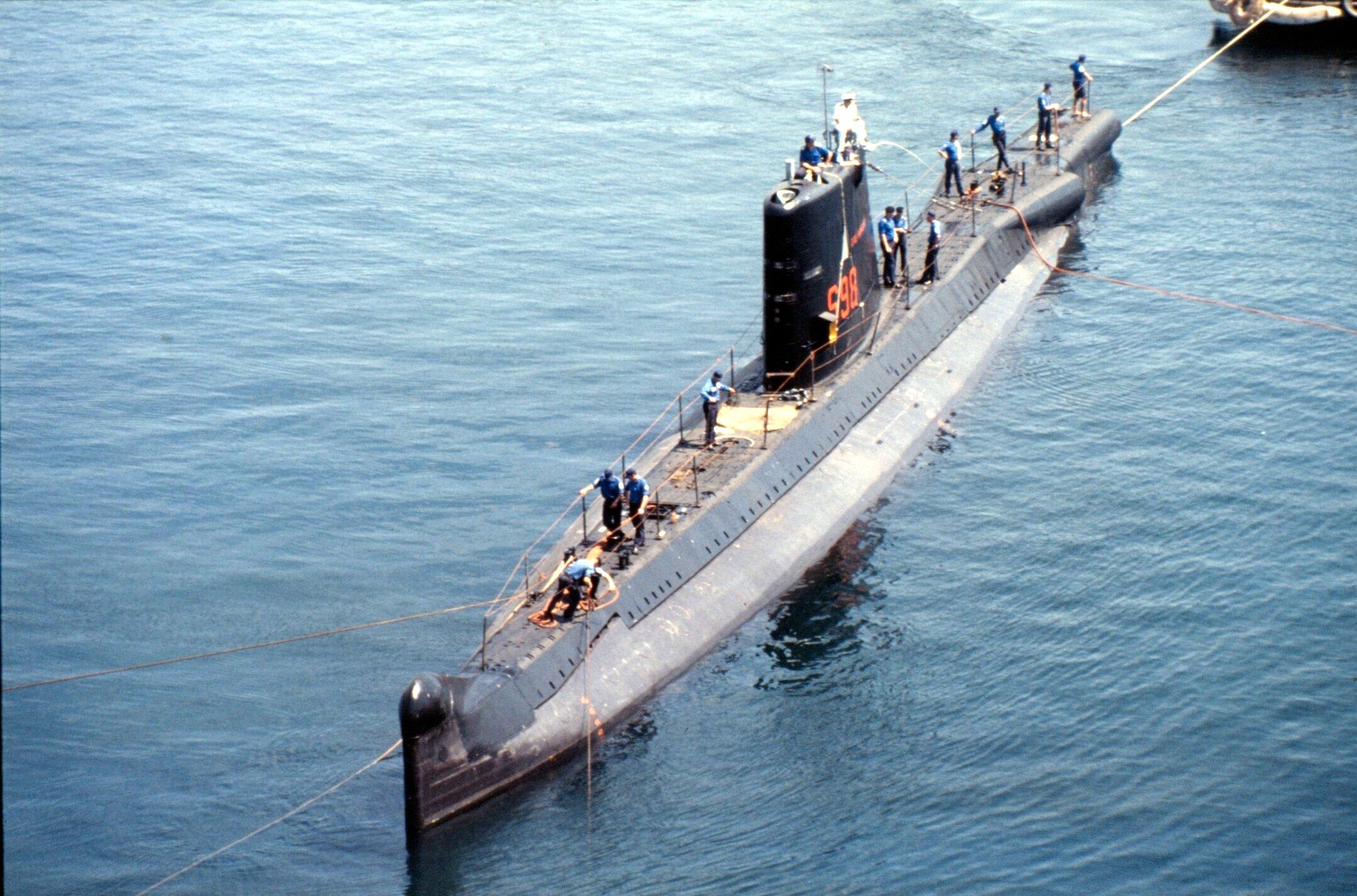
El sudafricano S98 SAS Emily Hobhouse; luego renombrado SAS Umkhonto, en torno a 1994.

Su profundidad máxima de inmersión se sitúa en 300 m, con un tiempo máximo de inmersión de 206 horas por oxígeno más 56 horas por consumo eléctrico, permitiendo una autonomía por víveres de hasta 30 días.
Cuenta con dos periscopios y puede disparar torpedos de los tipos E-14, E-15, L-3, F-17, E-18, L-5, siendo su gran talón de Aquiles la imposibilidad de portar recargas para los mismos.
Está diseñado para misiones de tipo:
- patrullas contra fuerzas de superficie o submarinas
- ataque al tráfico marítimo
- reconocimiento
- minado
- operaciones especiales

## Historial de servicio

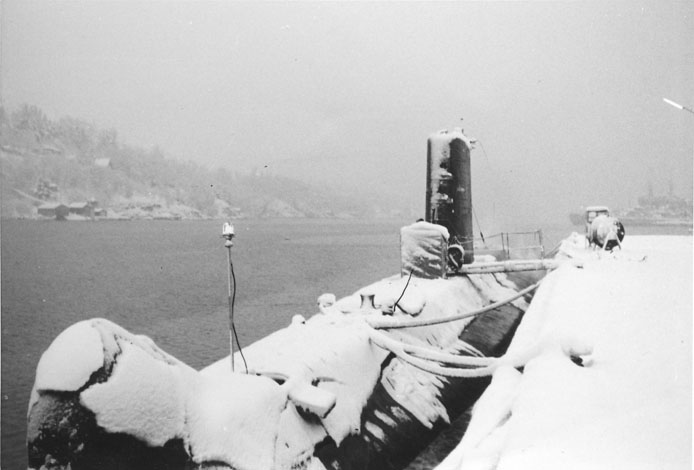
El S647 Minerve en Noruega en 1962. Perdido en accidente en 1968.

Se perdieron en accidente dos unidades, ambos pertenecientes a la marina francesa; el S647 Minerve en 1968 y el S644 Eurydice en 1970. En el caso del Minerve parece ser que el mal clima que había fue un factor del hundimiento, mientras que en el Eurydice se cree que sufrió una explosión interna. Estos dos accidentes provocaron que se interrumpieran las ventas internacionales de este modelo de submarino. Finalmente se consideró que la causa había sido un diseño defectuoso del tubo respirador. 11 submarinos de esta serie fueron utilizados por Francia y se vendieron varios a otros países: Pakistán (3), Portugal (4), Sudáfrica (3) y España (4).
El paquistaní S131 PNS Hangor hundió la fragata india INS Khukri (F149) durante la guerra indo-pakistaní de 1971 y fue el primer submarino en hundir un buque de guerra enemigo después de la Segunda Guerra Mundial. Este fue el único torpedeamiento por un submarino después de la Segunda Guerra Mundial hasta la guerra de las Malvinas en 1982, cuando el submarino nuclear de la Royal Navy, HMS Conqueror (S48), hundió el crucero de la Armada Argentina, ARA General Belgrano (C-4).

## Unidades fabricadas
- Marina francesa: 
  - S641 Daphné - botado en 1964 - baja en 1989
  - S642 Diane - botado en 1964 - baja en 1989
  - S643 Doris - botado en 1964 - baja en 1994, hundido en 1999
  - S644 Eurydice - botado en 1964 - perdido en accidente el 4 de marzo de 1970
  - S645 Flore - botado en 1964 - baja en 1989; conservado como buque museo en Lorient
  - S646 Galétée - botado en 1964 - baja en 1991
  - S647 Minerve - botado en 1964 - perdido en accidente el 27 de enero de 1968
  - S648 Junon - botado en 1966 - baja en 1996
  - S649 Vénus - botado en 1966 - baja en 1990
  - S650 Psyché - botado en 1970 - baja en 1996
  - S651 Sirène - botado en 1970 - baja en 1996

- Marina pakistaní: 
  - S131 PNS Hangor - botado 1970 - baja en 2006; conservado como buque museo en el Museo marítimo de Pakistán
  - S132 PNS Shushuk - botado en 1970 - baja en 2006
  - S133 PNS Mangro - botado en 1970 - baja en 2006
  - S134 PNS Ghazi (ex-Cachalote portugués) - adquirido en 1975 - baja en 2006

- Marina portuguesa (Clase Albacora): 
  - S163 Albacora - botado en 1967 - baja en 2000
  - S164 Barracuda - botado en 1968 - baja en 2007; conservado como buque museo en Cacilhas
  - S165 Cachalote - botado en 1969 - vendido a Pakistán en 1975 como S134 PNS Ghazi
  - S166 Delfim - botado en 1969 - baja en 2005

- Marina sudafricana: 
  - S97 SAS Maria Van Riebeeck; renombrado SAS Spear - botado en 1970 - baja en 2003
  - S98 SAS Emily Hobhouse; renombrado SAS Umkhonto - botado en 1970 - baja en 2003
  - S99 SAS Joanna Van de Merwe; renombrado SAS Assegai - botado en 1971 - baja en 2003

- Armada Española (Clase Delfín): 
  - S-61 Delfín - botado en 1973 - baja en 2003; conservado como buque museo en Torrevieja
  - S-62 Tonina - botado en 1973 - baja en 2005; en espera de destino
  - S-63 Marsopa - botado en 1975 - baja en 2006
  - S-64 Narval - botado en 1975 - baja en 2003[2]

## Historial de los submarinos españoles

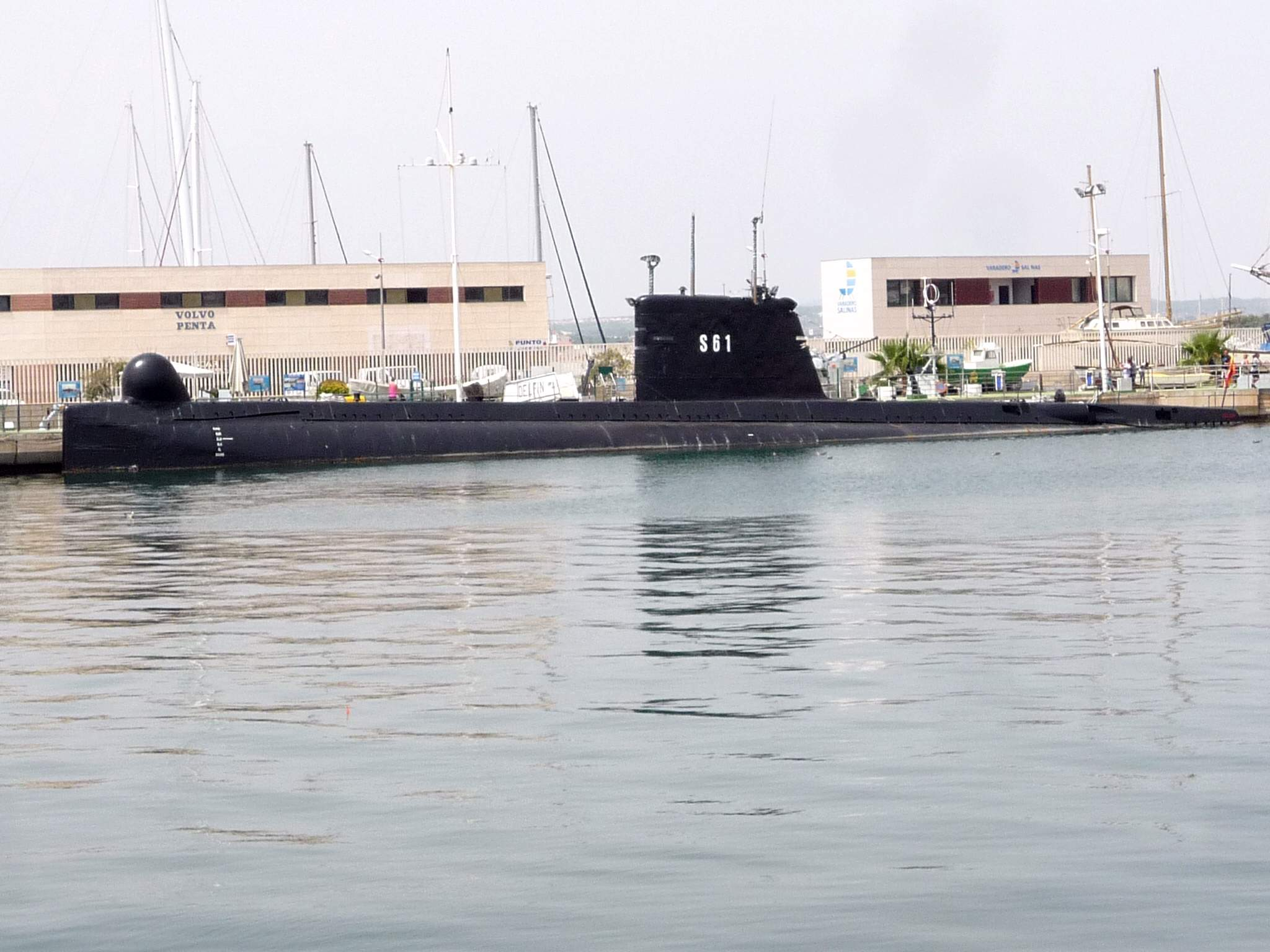
El Delfín (S-61), preservado como buque museo en Torrevieja (Alicante).

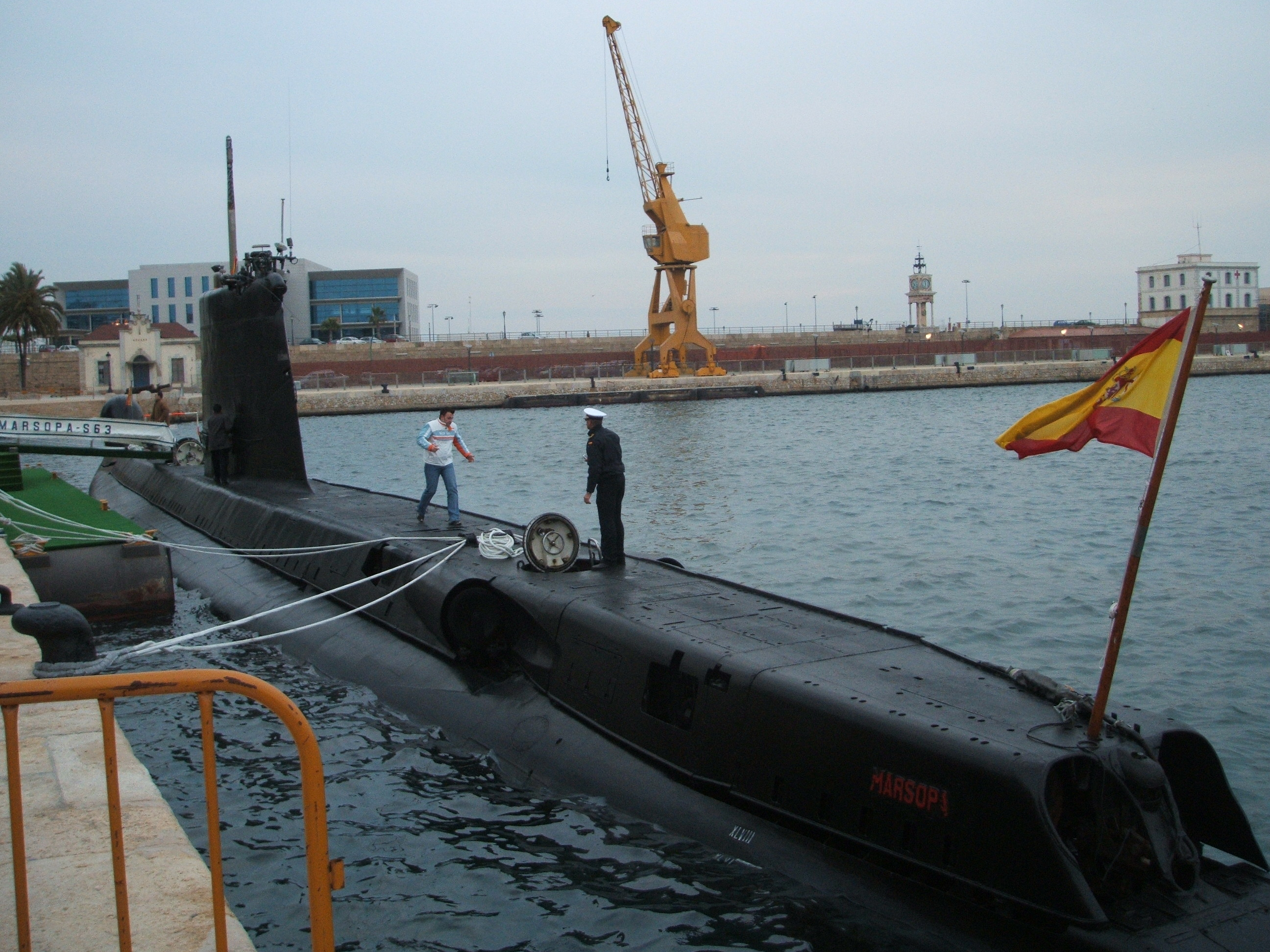
El Marsopa (S-63) en 2006 cuando se dio de baja.

El programa de defensa de los S60 fue aprobado por la Junta de Defensa nacional el 17 de noviembre de 1964 que comprendía los dos primeros buques, luego ampliado a dos más y financiados por ley 85/65 de 17 de noviembre. Con un coste inicial de 700 millones de pesetas los dos primeros, el tercero de la serie subió a 1040 millones de pesetas (1964). Se buscaba complementar y luego sustituir a los submarinos clase Balao entregados por Estados Unidos.
Los nombres y los numerales de las unidades de la serie les fueron asignados por orden ministerial 218/73 de 29 de marzo. Recibieron nombres de animales marinos: Delfín, Tonina, Marsopa y Narval, lo cual tenía un cierto precedente en los fugaces clase Foca y clase Tiburón, si bien, salvo excepciones (los citados anteriormente y los Peral, Monturiol, Cosme García, García de los Reyes, Mola y Sanjurjo), los submarinos de la Armada solían identificarse hasta entonces únicamente por sus numerales. 
Estos submarinos fueron sometidos entre 1984 y 1988, durante su primera gran carena, a una modernización que comprendía fundamentalmente el sistema de armas, para poder lanzar torpedos filoguiados y el sistema de dsm (detección submarina). La modernización les dio un aspecto algo diferente a la proa de los submarinos, cambiándoles el bulbo de proa (apodada jocosamente nariz), donde se ubica el sonar.
Fueron dados de baja entre 2003 y 2006, conservándose el Delfín (S-61) como buque museo desde 2004 en la ciudad de Torrevieja (provincia de Alicante, Comunidad Valenciana), localidad que lo apadrinó para la Armada tras su botadura y le entregara su primera bandera de combate en 1971; el Narval (S-64) inició en diciembre su desguace, permaneciendo en espera de su destino definitivo el Tonina (S-62), del que se estaba estudiando en 2020 que podría acabar de buque museo en Cartagena.
Deberían de haber sido sustituidos por los submarinos de la clase Isaac Peral (S-80), pero sucesivos retrasos en su entrega hicieron que se diera de baja toda la clase Delfín e incluso algunas unidades de la siguiente clase Galerna (S-70) hasta que se botó el primero de los S-80, el Isaac Peral (S-81).
La empresa cartagenera Astesa se adjudicó en mayo de 2013 por 90 000 euros el Marsopa (S-63), subastado públicamente por la junta delegada de enajenaciones y liquidadora de material de la Armada en Cartagena, para su desguace y venta como chatarra, previo tratamiento de los residuos.

### Buques de la clase
- Delfín (S-61)
- Tonina (S-62)
- Marsopa (S-63)
- Narval (S-64)

### Buques similares
- Tipo 205
- Clase Oberon
- Clase Romeo
- Tipo 035

### Secuencias de designación
...→Clase Balao→ Clase Delfín → Clase Galerna → Clase Isaac Peral

### Listas relacionadas
Submarinos de la Armada Española